# Un condenado a muerte se ha escapado
Un condenado a muerte se ha escapado es una película francesa escrita y dirigida por Robert Bresson en 1956. Adapta el relato de André Devigny Les leçons de l’énergie: un condamné à mort s’est échappé.
El rodaje de la película se desarrolló entre el 15 de mayo y el 2 de agosto de 1956, estrenándose el 10 de noviembre del mismo año.

## Sinopsis
Lyon, 1943. En la Francia ocupada durante la Segunda Guerra Mundial, el teniente Fontaine es detenido por el ejército alemán por volar un puente estratégico. Tras un intento frustrado de fuga del coche que le conduce a la prisión de Montluc, es encarcelado en la misma y, muy pronto, condenado a muerte. Sin desfallecer, Fontaine dedica su tiempo de reclusión a preparar minuciosamente su fuga. Para ello contará con sus manos y las herramientas que su exigua celda y los otros presos le proporcionan, así como con la ayuda de Jost, el joven compañero de celda encarcelado pocos días antes de la fuga.

## Premios
- 1957: Festival de Cannes: Premio al Mejor Director.
- 1957: Premio de la OCIC.
- 1958: Sindicato Francés de Críticos de Cine: Premio a la Mejor Película.

## Análisis

### Carácter general del film
Este film (rodado en blanco y negro) manifiesta claramente el gusto de Bresson por la austeridad y el rigor: 
- Gran economía de medios: la unidad de lugar (excepto la primera y la última escena, y una breve salida del prisionero, todo sucede en la prisión; solamente se muestran algunos lugares: celda, escalera, patio); pocos personajes.
- Sobriedad visual: los decorados son extremadamente simples, al igual que los planos utilizados.
- Diálogos habitualmente breves e intensos.
- Uso frecuente de la repetición de las mismas escenas y los mismos sonidos.

Por otro lado, la situación dramática tiene un cierto carácter trágico: los personajes principales esperan sus muertes en una reclusión rigurosa (el film está marcado por el ritmo del ruido de numerosas ejecuciones de prisioneros y Fontaine sabe, al igual que sus camaradas, que le llegará su turno). Pero el mensaje general del film parece sobre todo anti-trágico y optimista: el éxito de la evasión de Fontaine, que se debe poco al azar, se puede interpretar como una magnificación de la voluntad humana individual.

### Utilización de los sonidos
La mayor parte de la acción tiene lugar en una prisión silenciosa, y donde, sin embargo, se escuchan un cierto número de ruidos. Bresson hace de ellos un importante uso estético. Es el caso, particularmente, de la larga escena de la evasión, marcada por el ritmo de un cierto número de ruidos exteriores (las campanas de una iglesia vecina, paso de trenes, pitidos de locomotora). 
Por otra parte, la banda sonora hace un uso importante del Kyrie de la Gran misa de Mozart en do menor (y no de su Requiem, como en ocasiones se ha escrito erróneamente): 
- Toda la primera parte de este Kyrie acompaña la introducción.
- Durante varias escenas, Bresson utiliza brevemente la frase principal de esta introducción, en la tonalidad inicial de do menor o bien traspuesta a sol menor, o bien en mi bemol mayor (estando lleno de sentido el paso al modo mayor).
- Finalmente, toda la última parte del Kyrie (mi bemol mayor, seguido de la vuelta a la tonalidad principal) acompaña la última escena. Esta frase musical desempeña el papel de leitmotiv en la película.